# Oasis (groupe)
Pour les articles homonymes, voir Oasis (homonymie).
Oasis est un groupe de rock britannique, originaire de Manchester. Formé en 1991 et initialement nommé The Rain, le groupe est au départ composé de Liam Gallagher (chant), Paul « Bonehead » Arthurs (guitare), Paul « Guigsy » McGuigan (basse) et Tony McCarroll (batterie), rapidement rejoints par Noel Gallagher (guitare solo et chant), le frère aîné de Liam. Il est considéré comme l'un des principaux représentants du genre Britpop, sous-genre du rock alternatif. Oasis a été reconnu comme  inspiration par de nombreux groupes, passés comme actuels, comme Coldplay, The Libertines, The Strokes, The Killers, Snow Patrol ou Arctic Monkeys.
Oasis signe avec le label indépendant Creation Records en 1993 et sort son premier album, Definitely Maybe, en 1994. L'année suivante, alors qu'une rivalité naît avec le groupe Blur, Oasis enregistre (What's the Story) Morning Glory? avec  Alan White, nouveau batteur du groupe après l'éviction de McCarroll. Ce nouvel album devient l'un des albums les plus vendus de tous les temps avec plus de 22 millions d'exemplaires vendus dans le monde entier et les frères Gallagher apparaissent régulièrement dans les tabloïds pour leurs frasques et leurs disputes fraternelles. En 1996, Oasis se produit deux fois à Knebworth devant un public de 125 000 personnes chaque soir, à l'époque les plus grands concerts en plein air de l'histoire du Royaume-Uni. 2,5 millions de personnes essayent d'acheter des billets, ce qui reste la plus forte demande pour un spectacle dans l'histoire britannique. En 1997, Oasis sort son très attendu troisième album, Be Here Now, qui devient l'album le plus rapidement vendu de l'histoire des charts britanniques, mais qui est rétrospectivement considéré comme décevant.
Arthurs et McGuigan quittent Oasis en 1999. Ils sont remplacés par Gem Archer à la guitare, ancien guitariste du groupe Heavy Stereo, et Andy Bell à la basse, ancien guitariste de Ride. White est évincé du groupe en 2004. Il est remplacé par Zak Starkey et plus tard par Chris Sharrock pour les tournées. Le groupe sort quatre autres albums studio au cours des années 2000, Standing on the Shoulder of Giants en 2000, Heathen Chemistry en 2002, Don't Believe The Truth en 2005 et Dig Out Your Soul en 2008, qui rencontrent un succès critique et commercial modéré comparés aux albums précédents. Le groupe se sépare alors qu'une dispute mène Noel Gallagher à quitter le groupe le 28 août 2009 après une nouvelle altercation dans les coulisses du festival Rock en Seine. Les autres membres du groupe, désormais menés par Liam, continuent sous le nom de Beady Eye, alors que Noel crée un projet solo, Noel Gallagher's High Flying Birds. À la suite de la séparation de Beady Eye en 2014, Liam Gallagher se lance dans une carrière solo, accompagné occasionnellement par Paul Arthurs en tournée, tandis que Bell retourne avec le groupe Ride et Archer et Sharrock deviennent membres de Noel Gallagher's High Flying Birds.
Oasis est l'un des groupes les plus populaires du UK Singles Chart et du UK Albums Chart, avec huit singles et huit albums numéro un au Royaume-Uni. Ils remportent 17 NME Awards, neuf Q Awards, quatre MTV Europe Music Awards et six Brit Awards, dont un en 2007 pour « contribution exceptionnelle à la musique » et un pour le « meilleur album des 30 dernières années » pour (What's the Story) Morning Glory?. Ils sont également nommés pour deux Grammy Awards. (What's the Story) Morning Glory? est le cinquième album le plus vendu au Royaume-Uni et l'album le plus vendu au Royaume-Uni dans les années 1990. En 2022, Oasis a vendu plus de 70 millions de disques dans le monde entier.
Le 27 août 2024, les frères Gallagher annoncent une trêve et la reformation du groupe Oasis pour la tournée Oasis live ’25, débutant en juillet 2025 avec des dates aux Îles Britanniques, en Amérique du Nord et en Australie.

## Biographie

### Formation et premières années (1991-1993)

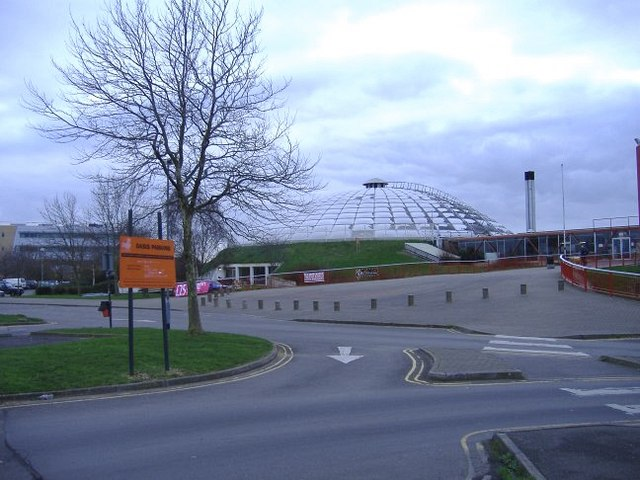
Le Oasis Leisure Centre à Swindon, qui a inspiré le nom du groupe.

Oasis est issu d'un groupe antérieur, « The Rain », composé du bassiste Paul McGuigan, du guitariste Paul Arthurs, du batteur Tony McCarroll et de Chris Hutton au chant. Insatisfait de Hutton, Arthurs invite et auditionne Liam Gallagher, une connaissance, pour le remplacer. Liam suggère alors que le nom du groupe soit changé en Oasis. Ce changement est inspiré d'une affiche de tournée des Inspiral Carpets que les frères Gallagher ont dans leur chambre et qui mentionne le Oasis Leisure Centre à Swindon comme lieu de concert.
Oasis joue pour la première fois en live au Boardwalk de Manchester le 18 août 1991. Le frère de Liam, Noel Gallagher, roadie pour les Inspiral Carpets, se rend au concert pour voir son frère jouer. Après le concert, Liam et les autres membres du groupe proposent à Noel de devenir leur manager, puis finalement l'invitent à rejoindre le groupe. Il s'impose alors comme le principal compositeur du groupe. « Il avait plein de choses écrites » se souvient Arthurs. « Quand il est arrivé, nous étions un groupe qui faisait du tapage avec quatre morceaux. Tout d'un coup, il y avait plein d'idées ». Sous la direction de Noel, Oasis élabore une approche musicale basée sur la simplicité : Arthurs et McGuigan se limitent à jouer des accords barrés et des fondamentales de basse, McCarroll joue des rythmes de base, et les amplificateurs du groupe sont montés pour créer une distorsion. Oasis a créé un son « si dépourvu de finesse et de complexité qu'il en est ressorti un son pratiquement imparable ».

### Percée avecDefinitely Maybe(1993-1995)
En mai 1993, après plus d'un an de concerts, de répétitions et l'enregistrement d'une démo, Live Demonstration, Oasis est invité à jouer un concert à Glasgow, au King Tut's Wah Wah Hut, par les Sister Lovers, avec qui ils partagent leur salle de répétition. À leur arrivée, on leur refuse l'entrée car ils ne figurent pas sur la set-list de la soirée. Ils finissent par rentrer de force dans l'établissement, et on leur donne finalement la première partie du concert. Ils sont alors repérés par Alan McGee, copropriétaire de Creation Records, présent pour voir 18 Wheeler, un des groupes du label. McGee leur propose un contrat d'enregistrement, qu'ils ne signent que plusieurs mois plus tard.
En raison de problèmes pour obtenir un contrat américain, Oasis signe un contrat mondial avec Sony Music, qui accorde une licence à Creation pour les droits du groupe au Royaume-Uni. Après une sortie limitée en marque blanche de la démo de leur chanson Columbia, Oasis effectue une tournée au Royaume-Uni pour promouvoir la sortie de leur premier single, Supersonic, en jouant dans des lieux tels que le Tunbridge Wells Forum, des toilettes publiques réaménagées. Supersonic sort en avril 1994 et atteint la 31e place des charts,. Le single est suivi de Shakermaker, quant à lui 11e. Cependant, le titre fait l'objet d'un procès pour plagiat ; Oasis est condamné à payer 500 000 dollars de dommages et intérêts à Coca-Cola. En se classant quatrième, Live Forever est le premier single d'Oasis à entrer dans le top 10 des charts britanniques, et atteint la deuxième position du classement Alternative Songs aux États-Unis. La chanson est certifiée Platine au Royaume-Uni avec 600 000 unités vendues.
Après des sessions d'enregistrement et de mixage difficiles, le premier album d'Oasis, Definitely Maybe, sort le 29 août 1994, et entre en tête des hit-parades une semaine après sa sortie, devenant à l'époque l'album début se vendant le plus rapidement au Royaume-Uni,. Le 4 mars 1995, l'album atteint la première position du Top Heatseekers aux États-Unis. Au total il se vend à 15 millions d'exemplaires, et est certifié Platine sept fois au Royaume-Uni, une fois aux États-Unis et également dans sept autres pays,. En 1994, à l'occasion des NME Awards, Definitely Maybe remporte le titre d'album de l'année et bat Parklife du groupe rival Blur, classé deuxième. Cependant, en 1995, l'album perd dans la catégorie du meilleur album britannique aux Brit Awards, prix remporté par Parklife. Lors d'un sondage organisé en 2006 par le magazine New Musical Express, Definitely Maybe est désigné comme meilleur album de tous les temps puis, en 2011, il est placé 78e dans le classement des 100 meilleurs albums des années 1990 du magazine Rolling Stone,.
Près d'un an de concerts et d'enregistrements constants et un style de vie hédoniste finissent par affecter la vie du groupe. Ce comportement atteint son paroxysme lors d'un concert à Los Angeles en septembre 1994 et entraîne une prestation inepte de Liam, au cours de laquelle il tient des propos offensants à l'égard du public américain et frappe Noel avec un tambourin. L'incident fâche énormément Noel, qui quitte temporairement le groupe et s'envole pour San Francisco ; l'incident inspire plus tard la chanson Talk Tonight. Il est retrouvé par Tim Abbot, un membre du label Creation, avec qui il se rend à Las Vegas pour des vacances. Ce n'est qu'une fois sur place que Abbot parvient à convaincre Noel de revenir ; il se réconcilie avec Liam et la tournée reprend à Minneapolis. Le groupe sort ensuite un quatrième single pour Definitely Maybe, Cigarettes & Alcohol, et le single Whatever, qui sort en décembre 1994 et arrive en troisième position des charts britanniques. Le groupe enregistre également un concert au Southend Cliffs Pavilion de Southend-on-Sea, sorti en août au format VHS sous le nom de Live by the Sea,.

### Succès international et pic de popularité (1995-1996)
À la fin de la tournée de Definitely Maybe, Oasis sort un premier single pour l'album (What's the Story) Morning Glory? en avril 1995. Nommé Some Might Say, il devient le premier single du groupe à être numéro un au Royaume-Uni. Au même moment, le batteur Tony McCarroll est renvoyé du groupe. McCarroll juge alors qu'il est expulsé « illégalement » pour ce qu'il appelle un « choc de personnalité » avec les frères Gallagher. Noel, en revanche, doute des capacités musicales de McCarroll et il justifie le renvoi en assurant que celui-ci « n'aurait pas été capable de jouer sur les nouvelles chansons »,. McCarroll est remplacé par Alan White, ancien du groupe Starclub et frère cadet du célèbre percussionniste de studio Steve White. Recommandé à Noel par Paul Weller, White fait ses débuts pour le groupe lors d'une représentation de Some Might Say pour l'émission de la BBC Top of the Pops,. Oasis commence ensuite à enregistrer des morceaux pour son deuxième album en mai de la même année aux Rockfield Studios, près de Monmouth au Pays de Galles. En août, le single Roll with It se classe au sommet des charts écossais.
Début octobre, Oasis publie (What's the Story) Morning Glory?. Aujourd'hui considéré comme le chef-d'œuvre d'Oasis, il se vend à environ 347 000 exemplaires en une semaine, ce qui en fait l'un des albums les plus vendus au monde sur cette période. Au total, il se vend à 22 millions d'unités dans le monde entier,. Il entre en tête des classements musicaux dans plusieurs pays, dont au Royaume-Uni, où il est le cinquième album le plus vendu de l'histoire du pays,, et dans le top 5 du Billboard 200 aux États-Unis,. Morning Glory est considéré comme l'un des meilleurs disques musicaux des années 1990, apparaissant dans plusieurs hit-parades comme l'un des plus grands albums de tous les temps. Le magazine Rolling Stone le classe 34e dans son top 100 des albums des années 1990 et 378e dans le classement des 500 meilleurs albums de tous les temps,. En 1996, l'album remporte un Brit Awards dans les catégories « meilleur album britannique de l'année » et « album de l'année »,. Sa popularité durable au Royaume-Uni se reflète par une victoire aux Brit Awards en 2010 dans la catégorie 30 Years Albums et également avec sa présence dans le livre Les 1001 albums qu'il faut avoir écoutés dans sa vie.
Au total, (What's the Story) Morning Glory? remporte 24 certifications. En Europe, l'album s'écoule à six millions d'unités, dont 4,7 millions au Royaume-Uni, tandis que quatre millions d'albums sont écoulés aux États-Unis. Épuisé nerveusement, le bassiste Paul McGuigan quitte brièvement le groupe en septembre 1995. Il est remplacé par Scott McLeod, qui prend part à quelques concerts pendant la tournée avant de les quitter à son tour. McLeod manifeste cependant des regrets après son départ, mais Noel lui répond froidement : « Il me semblait aussi qu'il [McLeod] avait pris la mauvaise décision », et lui souhaite « bonne chance avec l'assurance chômage ». Pour terminer la tournée, les membres du groupe parviennent à convaincre McGuigan de revenir.
Trois singles émergent de l'album. Le premier et le plus acclamé de l'histoire du groupe, Wonderwall, reçoit de nombreuses récompenses et se retrouve en tête des hit-parades en Australie, en Nouvelle-Zélande et aux États-Unis,,. En 1997, Wonderwall est nommé pour le Grammy Award de la « meilleure prestation vocale rock par un groupe ou un duo » et de la « meilleure chanson rock ». Pour ce single, Oasis remporte les catégories « meilleure vidéo britannique » aux Brit Awards, « meilleure chanson » aux MTV Europe Music Awards, « meilleur single » aux NME Awards, et figure à la 23e position des « 50 meilleures chansons de la décennie 1990 » de Rolling Stone,,,. Le single s'est vendu près de deux millions de fois au Royaume-Uni.
Le deuxième single, Don't Look Back in Anger, reçoit également un bon accueil et prend la tête des charts au Royaume-Uni. En 1997, le single est nommé pour le Brit Award du « meilleur single britannique », mais perd contre la chanson Wannabe du groupe féminin Spice Girls. Don't Look Back in Anger reçoit la certification Platine en Italie et au Japon et « Platinum duo » au Royaume-Uni,,. Enfin, Champagne Supernova, se rapprochant du rock psychédélique, ne connaît pas le même succès commercial que les deux derniers singles mais se vend en grand nombre aux États-Unis, à environ 500 000 unités.

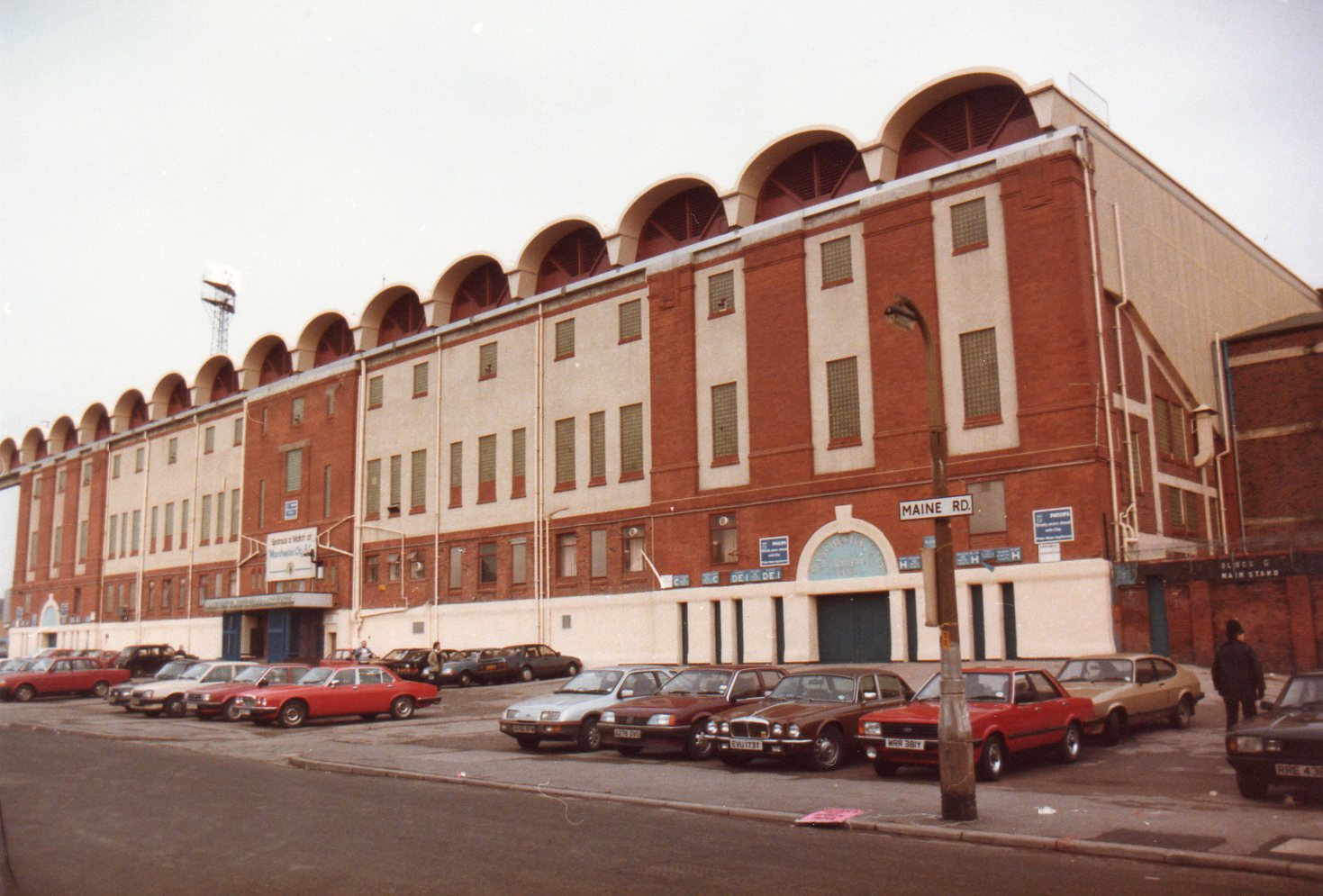
Oasis joue deux concerts à Maine Road en 1996.

Le Morning Glory Tour débute le 22 juin 1995 au Bath Pavilion en préambule du festival de Glastonbury qui a eu lieu le lendemain. La tournée couvre l'Europe et l'Amérique du Nord ; elle est divisée en douze étapes pour 103 concerts au total, avec cependant plusieurs concerts annulés aux États-Unis, en Australie et en Nouvelle-Zélande. Cette tournée permet au batteur Alan White de faire ses débuts officiels en concert et le groupe y dévoile certains de ses nouveaux morceaux de l'album (What's the Story) Morning Glory? qui sort quelques mois plus tard le 2 octobre. Après la sortie de Morning Glory, le groupe devient l'un des plus respectés, et il réussit à attirer un grand nombre de spectateurs à ses concerts, notamment lors des deux concerts donnés en août 1996 au Knebworth Park qui totalisent une audience de 280 000 personnes. Environ 2,5 millions de personnes ont demandé des billets pour ces concerts, ce qui représente encore aujourd'hui la plus grande demande pour un spectacle dans l'histoire britannique,. En août 1996, lors d'une pause de la tournée, le groupe accepte de se produire dans l'émission MTV Unplugged au Royal Festival Hall de Londres. C'est pour eux l'une des rares occasions de jouer en dehors d'un stade ou d'un festival, cependant, juste avant le concert, Liam se retire en raison d'un soudain « mal de gorge ». Son frère Noel prend la relève des fonctions vocales et assure le concert avec le reste du groupe. La tension entre les frères Gallagher augmente après que Liam décide de s'asseoir dans le public pendant le concert. « Il n'y a jamais rien eu de tel dans l'histoire du rock. Et c'est probablement la première fois que Noel réalisait qu'il pouvait tout faire tout seul », déclare Andy Greene, journaliste chez Rolling Stone. Finalement, la tournée se termine en septembre 1996 au pavillon Nissan, en Virginie, car ils veulent se concentrer sur l'enregistrement de leur troisième album studio,. En octobre, Oasis sort un album vidéo intitulé ...There and Then enregistré à Maine Road, le stade de l'époque de Manchester City, une équipe de football que les frères Gallagher supportent depuis leur enfance,,.

#### La«Bataille de la Britpop»avec Blur

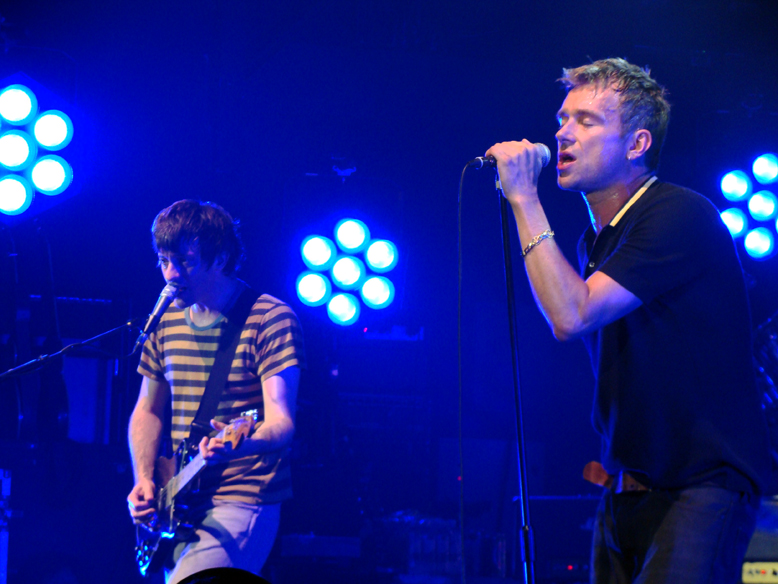
Les membres de Blur, de gauche à droite, Graham Coxon et Damon Albarn, ici en 2009.

Au milieu des années 1990, les tabloïds britanniques offrent une certaine notoriété à la Britpop en s'emparant d'une prétendue rivalité entre Oasis et le groupe Blur. Au début, les groupes se félicitent les uns les autres, mais leur relation se détériore au fil des ans. Encouragés par les médias, les groupes finissent par s'impliquer dans ce que la presse surnomme le « championnat britannique des poids lourds ». Le nom de « Bataille de la Britpop » naît après que le label de Blur Food Records décide de changer la date du single Country House pour correspondre à celle de la chanson d'Oasis Roll with It. Le conflit entre les deux groupes devient très intense et atteint vite des proportions nationales, entraînant à la fois une division régionale et musicale ; alors qu'Oasis représente le nord de l'Angleterre, Blur est supporté par le sud du pays,. L'événement s'empare alors de l'actualité en suscitant autant l'attention du public que des médias : « Au cours d'une semaine où l'on parle de Saddam Hussein qui prépare des armes nucléaires, de civils tués dans la guerre de Bosnie-Herzégovine, ou du retour du boxeur américain Mike Tyson, les médias et tabloïds britanniques sont entièrement concentrés sur la bataille de la Britpop. »
La course aux charts n'est pas sans rappeler le conflit entre les Beatles et les Rolling Stones lors de la British Invasion dans les années 1960. Blur remporte le premier acte de la bataille en vendant 274 000 exemplaires de Country House durant la semaine suivant la sortie du single, tandis que Roll with It d'Oasis s'écoule à 216 000 unités,,. Les représentants d'Oasis avancent plusieurs raisons à cela. Ils affirment que Country House est meilleur marché (1,99 £ contre 3,99 £ pour Roll with It) et qu'il existe deux versions de Country House avec des faces B différentes, obligeant les fans sérieux à en acheter deux exemplaires. Une autre explication donnée à l'époque par Creation Records avance que le code barres sur la pochette de Roll with It est défectueux et qu'il n'enregistre pas toutes les ventes. En septembre, Noel Gallagher déclare à The Observer qu'il espère que les membres de Blur « attrapent le SIDA et meurent », ce qui provoque un tollé médiatique. Il présente ses excuses dans une lettre officielle adressée à diverses publications.
Rétrospectivement, en 1994, lors de la sortie de Definitely Maybe, par rapport à l'album Parklife de Blur, les chiffres des ventes sont très différents, comme l'a affirmé Alan McGee dans une interview : « Peut-être que personne n'a remarqué cela […] mais à cette époque, Blur était trois fois plus gros qu'Oasis. Oasis ne l'a peut-être jamais admis, mais Definitely s'est vendu à environ 600 000 exemplaires, et Parklife à environ 1,5 à 2 millions. Ils étaient à des kilomètres de nous » [sic]. Cependant, à long terme, Oasis connaît un succès commercial plus important, avec des bons chiffres de ventes aux États-Unis notamment grâce aux tubes Wonderwall et Champagne Supernova. (What's the Story) Morning Glory?, dont est tiré Roll With It, se vend à plus de 22 millions d'exemplaires dans le monde. L'album se vend à 5,1 millions d'exemplaires au Royaume-Uni contre seulement 900 000 pour The Great Escape de Blur, dont est tiré Country House,.

### Baisse de popularité et déclin de la Britpop (1997-1998)

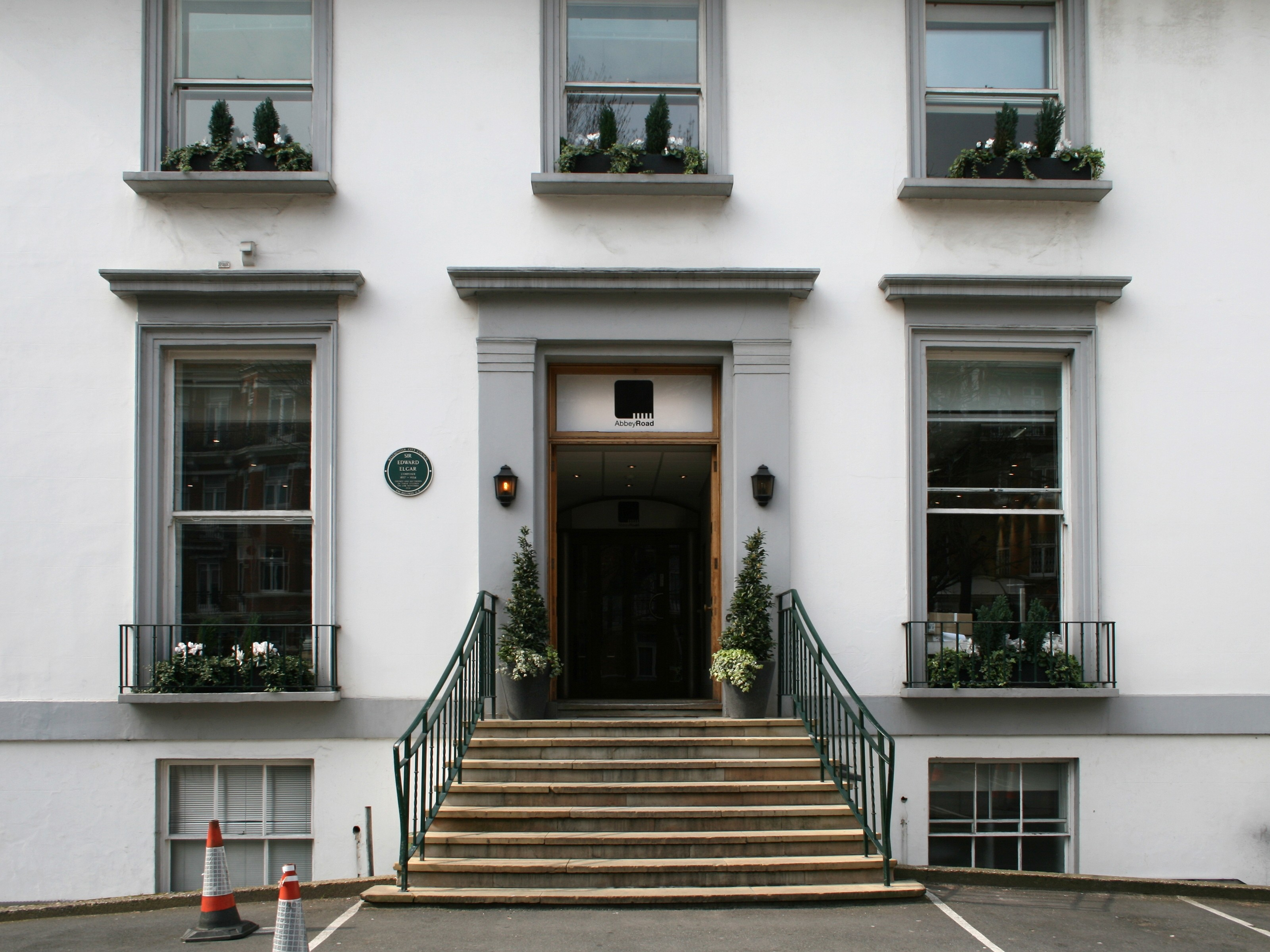
L'album Be Here Now est en grande partie enregistré aux studios Abbey Road, à Londres.

Le Morning Glory Tour terminé, le groupe se réunit pour travailler sur leur troisième album Be Here Now. L'enregistrement commence fin 1996 avec le producteur Owen Morris, dans le célèbre studio londonien Abbey Road, et se poursuit jusqu'en avril 1997. Le processus créatif de la production est assez turbulent, surtout après l'arrestation de Liam pour possession de cocaïne. Outre cet événement, les attentes du public mettent la pression au groupe, en particulier après le succès de (What's the Story) Morning Glory?.
La firme Ignition s'intéresse à reprendre la gestion du marketing publicitaire du groupe alors que les membres deviennent de plus en plus inquiets à l'idée que des chansons fuitent sur Internet, ce qui crée une névrose en interne du groupe. Selon l'ancien attaché de presse du groupe Johnny Hopkins, « il y avait tout le temps des adeptes parlant d'Oasis comme du meilleur groupe au monde, et cela avait tendance à éclipser les critiques », ajoutant : « Nous nous asseyions autour d'une table pour parler de l'album, cela ressemblait plus à une réunion d'un conseil d'administration. Il y avait beaucoup d'attentes, donc c'était vraiment difficile de le traiter comme un album ». La crédibilité en interne prend un coup lorsque Alan McGee leur rend visite pendant la phase de mixage, il se souvient : « J'avais l'habitude d'aller au studio, et on pouvait y trouver tellement de cocaïne. Owen [le producteur] était hors de contrôle, c'est lui le responsable de cette situation ». En réponse, Morris a déclaré : « McGee était à la tête de la maison de disques. Pourquoi n'a-t-il pas fait quelque chose à propos du soi-disant producteur « hors de contrôle » ? [se référant à lui-même]. Il est clair que le propriétaire du label [McGee] n'avait aucun contrôle ».
L'album Be Here Now finit par sortir en avance, le 21 août 1997. Il se vend à plus de 400 000 exemplaires au Royaume-Uni le premier jour, et devient l'album vendu le plus rapidement de l'histoire du pays,. Il se vend au total à huit millions d'exemplaires,. Aux États-Unis, il atteint la deuxième position du Billboard 200, devenant l'album le plus réussi sur ce point de l'histoire du groupe. Son succès universel est, selon John Harris, « une gloire étonnante […] Pour trouver un album qui attire autant tout le monde, il a fallu attendre trente ans, depuis la sortie de Sgt Pepper's Lonely Hearts Club Band des Beatles ». Il est alors en tête des classements dans onze pays différents, dont le Canada pour la première fois. Malgré des critiques positives et un nombre important d'unités vendues dès sa sortie, l'album est rapidement critiqué par les experts, et même par Noel, surtout en raison de la surproduction et de l’allégresse du son. Jon Savage a identifié Be Here comme « le moment où la Britpop s'est terminée ». À ce sujet, John Meagher de The Independent a déclaré : « nous ne le savions pas à l'époque, mais Be Here allait contribuer à marquer la fin de l'ère Britpop. Comme beaucoup de grands mouvements culturels de la fin du XXe siècle, la Britpop n'a duré que quelques années, mais a laissé un héritage qui se fait encore sentir avec intensité aujourd'hui ». En 1998, l'album est nommé pour le Brit Award du « meilleur album britannique », perdant face à Urban Hymns du groupe britpop The Verve, qui connaît à l'époque un succès croissant avec le tube Bitter Sweet Symphony. La réédition de Be Here Now de 2017 a remporté un NME Award dans la catégorie « meilleure réédition ».

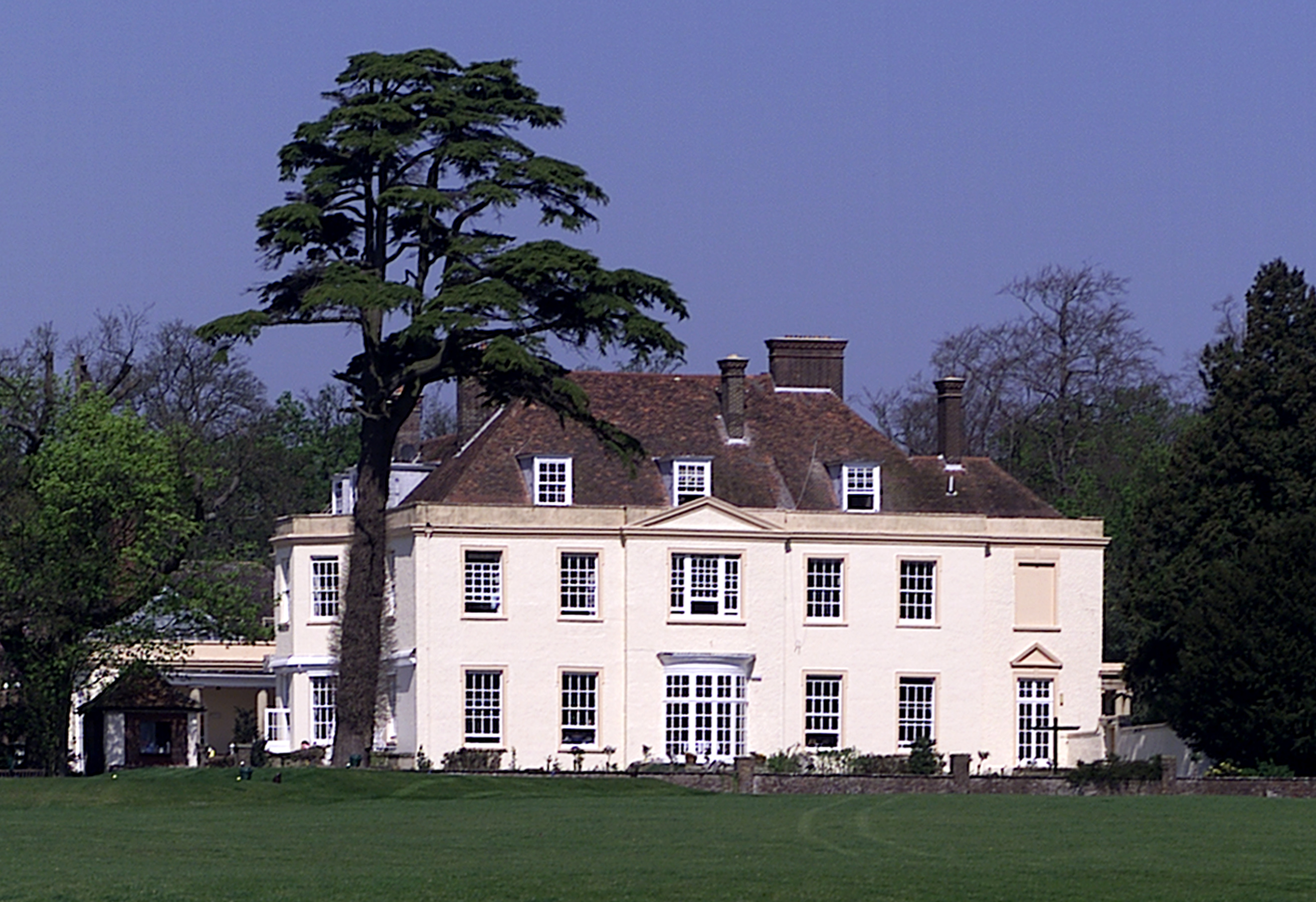
La photo pour la pochette de Be Here Now a été prise au Stocks House, un manoir construit au XVIIIe siècle dans le Hertfordshire.

Be Here Now génère quatre singles : le premier, D'You Know What I Mean?, se classe à la 77e place dans la liste des « 150 meilleures chansons des 15 dernières années » en 2011. Le single Stand by Me sort plus tard. Il est moins présent dans les hit-parades que D'You Know What I Mean?, mais non moins reconnue dans la setlist de l'album. Le critique musical David Fricke déclare : « Au moment où Liam termine le refrain […] cela semble plein de présages, si ce n'est d'une véritable signification linéaire. […] Stand by Me ressemble trop à la chanson Don't Look Back in Anger pour que ce soit une coïncidence, avec une dépendance excessive sur des finales au style de Hey Jude [chanson des Beatles] »  [sic]. La troisième chanson choisie pour la promotion de l'album est All Around the World, qui sort en janvier 1997. Longue de neuf minutes et demie, elle est devenue le plus long numéro 1 de l'histoire musicale britannique,. Son CD comporte alors trois faces B, dont une reprise de la chanson des Rolling Stones Street Fighting Man. Don't Go Away sort uniquement au Japon en tant que dernier single de l'album . Cependant, il atteint également les hit-parades américains, en cinquième position de la rubrique « chansons alternatives ». Comme le single précédent, il contient d'autres chansons tel qu'une version live de Cigarettes and Alcohol, enregistrée lors d'un concert au Manchester Central. Don't Go Away apparaît également sur l'album caritatif du groupe War Child, The Help Album, tout comme une version acoustique de Fade Away et la chanson Sad Song, en collaboration avec l'acteur Johnny Depp et le top model Kate Moss.
La tournée Be Here Now débute à la mi-juin 1997 en Californie, en première partie du groupe de rock irlandais U2,. La tournée couvre le Royaume-Uni, l'Europe, l'Amérique du Nord, l'Asie, l'Océanie et l'Amérique latine, avec 82 concerts au total, et se termine à Mexico en mars 1998. À cette époque, le mouvement Britpop est en déclin alors que Oasis n'a pas répondu aux attentes avec son troisième album. Alors qu'ils peinent à maintenir leur succès, l'attention commence à se tourner vers d'autres groupes, tels que Radiohead et The Verve, auparavant négligés par les médias britanniques et qui gagnent en notoriété avec respectivement OK Computer et Urban Hymns.
En novembre 1998, le groupe publie sa première compilation, The Masterplan, composée de faces B des trois premiers albums. Elle atteint la deuxième place des charts britanniques ; coïncidemment, la première place est occupée par les premiers grands succès de U2, The Best of 1980-1990. La compilation se vend à environ deux millions d'exemplaires dans le monde. Dans une interview, Noel a déclaré que « Ce qu'il y a de plus intéressant dans cette période, ce sont les Faces-B. Il y a plus d'inspiration dans ces Faces-B que dans Be Here Now ». Après la fin de la tournée, alors que Oasis est très critiqué par les médias, le groupe commence à garder un profil bas.

### Crise interne et changement de style (1999-2000)
Début 1999, le groupe commence à travailler sur son quatrième album studio, tandis que Mike Stent est annoncé en tant que coproducteur en février. Durant la période d'enregistrement, la situation du groupe se détériore avec la nouvelle du départ du guitariste Paul Arthurs. Son départ est d'abord expliqué comme amical, Noel déclarant qu'Arthurs voulait passer plus de temps avec sa famille, mais Arthurs déclare lui-même que son départ vient d'autres raisons. Noel, souhaitant que le groupe devienne plus professionnel, bannit les drogues et l'alcool des séances d'enregistrements, mais se voit finalement obligé de renoncer à ces nouvelles règles afin que Liam puisse chanter correctement. Pour aggraver les choses, deux semaines plus tard, le départ du bassiste Paul McGuigan est annoncé, ce qui oblige les frères Gallagher à tenir une conférence de presse. Ils annoncent alors aux journalistes que « l'avenir d'Oasis est sûr ». Avec seulement trois membres, ils choisissent de continuer les sessions d'enregistrement, et Noel réenregistre une grande partie du matériel déjà joués par Arthurs et McGuigan. Lorsque l'enregistrement est terminé, ils commencent à chercher des remplaçants. Alors que Gem Archer est annoncé comme nouveau guitariste, cependant il faut plus de temps et d'efforts pour trouver un nouveau bassiste car le groupe répète avec David Potts,. Ce dernier finit par démissionner, et Andy Bell, ancien guitariste et compositeur du groupe Ride, est alors engagé.
Après la fermeture de Creation Records en 1999, le groupe fonde son propre label, Big Brother Recordings ; tous les albums suivants d'Oasis sortent sous ce label au Royaume-Uni et en Irlande. Standing on the Shoulder of Giants sort en février 2000 et atteint la première place des charts au Royaume-Uni, en Italie et en Irlande,,. La première semaine, il se vend à 310 000 exemplaires, pour un total de trois millions dans le monde ; un chiffre relativement faible si l'on considère les albums précédents,. Son titre fait référence à la phrase d'Isaac Newton « sur les épaules de géants » et utilise l'Empire State Building comme couverture d'album,.
Trois singles sont tirés de l'album : le premier, Go Let It Out, se place en tête du classement des singles au Royaume-Uni, en Italie et en Espagne ; il est certifié Argent par le BPI,,,. Le second, Who Feels Love, n'obtient pas une bonne place dans les classements musicaux, et reste le seul single du groupe à ne pas avoir obtenu de certification au Royaume-Uni ; sa face B comprend une reprise de Helter Skelter, des Beatles. Enfin, Sunday Morning Call ne connaît pas non plus de succès commercial, mais il est le premier single du groupe à avoir Noel au chant en face A et en face B. Le départ de certains des membres fondateurs du groupe a apporté plusieurs petits changements au style musical du groupe, comme des influences du rock psychédélique et expérimental. La pochette de ce dernier single introduit un nouveau logo pour le groupe, conçu par Gem Archer, et comporte également la première chanson d'Oasis écrite par Liam , intitulée Little James.
Le lendemain de la sortie de Giants, le groupe entame la tournée du même nom au Japon. Celle-ci s'est déroulée en quatre étapes et s'étend sur les continents asiatique, européen et américain. L'avenir du groupe semble fragile après que Noel quitte la tournée internationale alors que des rumeurs font état d'un nouveau désaccord avec son frère. Noel refuse alors de jouer les 27 concerts restants de la tournée, ce qui entraîne l'annulation de quatre d'entre-eux, et c'est le guitariste Matt Deighton qui prend alors sa place. La rivalité notoire entre les frères revenant sur le devant de la scène, le groupe semble au bord de la rupture. Le label du groupe prend les devants en insistant sur le fait que ce n'est « qu'une crise temporaire », tandis qu'un porte-parole d'Oasis déclare que « Matt et [le guitariste remplaçant] Gem Archer se partageront la guitare […] Malheureusement, travailler avec un nouveau guitariste signifie perdre une partie du spectacle... ».  [sic], ajoutant que Noel avait l'intention de « se produire avec le groupe uniquement lors des concerts prévus au Royaume-Uni », sans pour autant préciser la cause de la dispute entre les frères Gallagher. Pendant la tournée, alors que Noel est revenu pour les concerts en Irlande et au Royaume-Uni, les tensions entre les frères paraissent encore évidentes, signalant un avenir obscur quant à la continuité du groupe. Lors d'un concert à l'ancien stade de Wembley à Londres, le groupe doit faire face à un Liam en état d'ébriété qui insulte le public. La tournée se termine en août 2000 au festival Hultsfred, et n'a finalement duré que six mois. En novembre de la même année, ils sortent Familiar to Millions, enregistré le 16 avril au Riverside Theatre aux États-Unis et le 21 juillet au stade de Wembley. L'album-concert reçoit des critiques mitigées, réussissant à se vendre à un million d'exemplaires au total,.

### Retour sur la bonne voie (2001-2003)
Au printemps 2001, le groupe s'engage aux côtés des Black Crowes pour une tournée américaine et canadienne intitulée Brotherly Love Tour. Les critiques musicaux et la presse américaine sont alors dubitatifs à propos d'Oasis, et prévoient déjà certains problèmes entre les frères Gallagher : « Si vous avez déjà rêvé de ce qu'aurait pu être un double programme Rolling Stones-Beatles, voici le pire des scénarios. En Amérique, les frères Gallagher sont considérés comme un succès sans lendemain, une copie des Beatles à l'accent mancunien impénétrable et à l'attitude scénique figée, impatients de se faire remarquer »  [sic] écrit Duncan Campbell du Guardian. Cependant, la tournée se passe bien et se termine le 11 juin 2001, après 19 concerts. De retour en Europe, Oasis participe à un concert supplémentaire au Palais omnisports de Paris-Bercy avec le musicien canadien Neil Young.
L'enregistrement en studio d'un cinquième album commence en octobre 2001. C'est le premier album du groupe à bénéficier de contributions significatives des autres membres du groupe ; Noel est usuellement le seul compositeur. Liam y contribue trois chansons, tandis que Bell et Archer signent une piste musicale. Le premier single à sortir est The Hindu Times, qui réalise une bonne performance commerciale en atteignant la première place des charts au Canada, en Écosse, en Italie et au Royaume-Uni,,,. En 2011, le magazine NME la classe 143e sur sa liste des « 150 meilleures chansons des 15 dernières années ». Le single est également choisi pour être joué lors de la cérémonie d'ouverture des Jeux olympiques d'été de 2012 à Londres,.

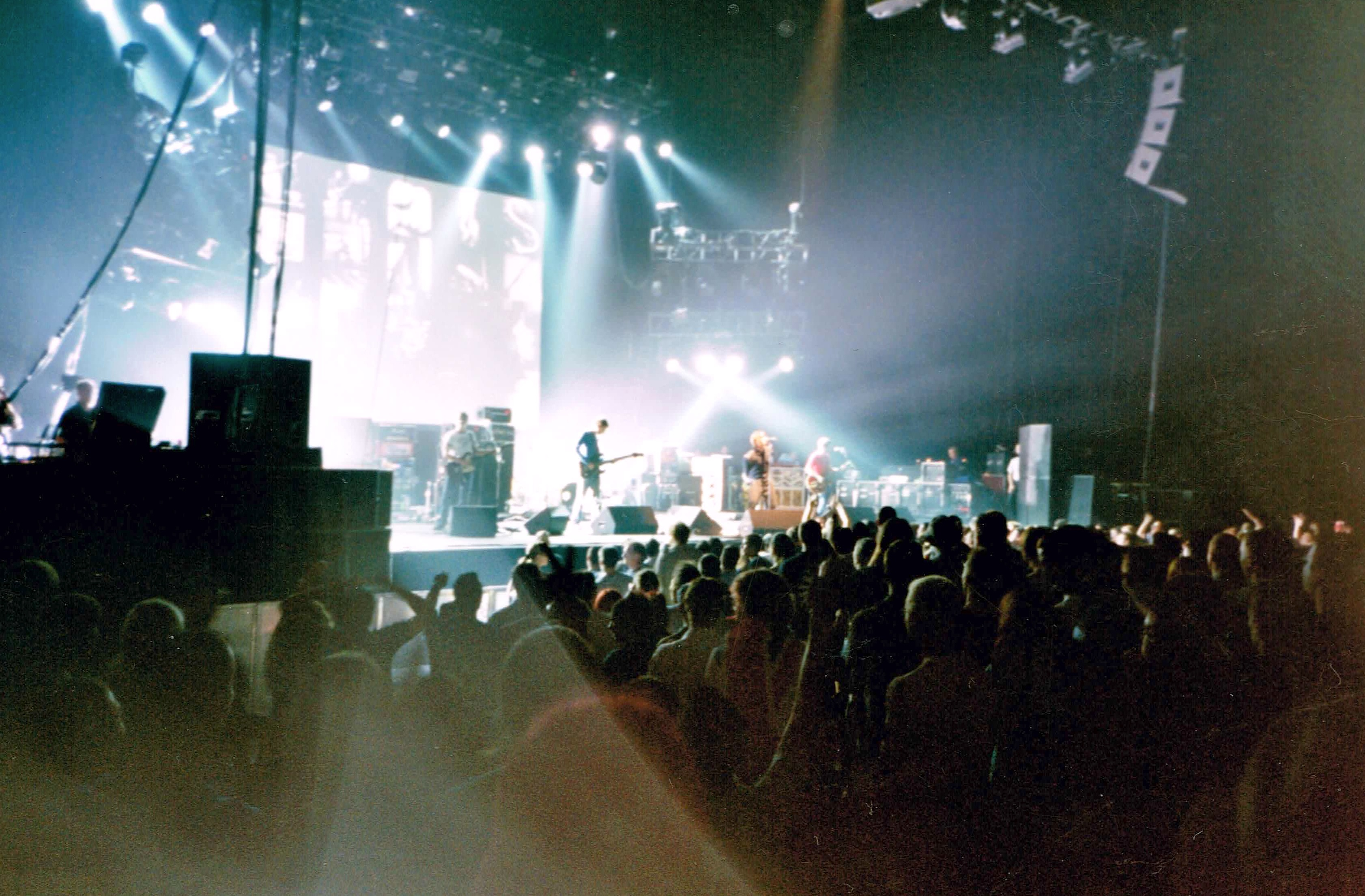
En 2002 Oasis donne un concert au Centre Bell de Montréal, au Canada.

Le 17 mai, ils sortent Stop Crying Your Heart Out. La chanson devient une sorte d'hymne en Angleterre après la défaite de l'équipe nationale face au Brésil lors de la Coupe du monde de football 2002. En mars 2014, en marge de la Coupe du monde, le journaliste musical Neil McCormick déclare : « Honnêtement, c'est probablement la chanson que les diffuseurs britanniques vont coller sur la plupart des ralentis montrant de terribles blessures, des occasions manquées et des joueurs à terre, alors que la nation acceptera gentiment ce que tout le monde sait déjà »,. Vendu à 600 000 exemplaires au Royaume-Uni et certifié Platine, le single est repris par la chanteuse Leona Lewis en 2009 sur son album Echo. Oasis donne des concerts à partir février, mais commence officiellement une nouvelle tournée en juin 2002, avant la sortie du nouvel album,.
Heathen Chemistry est publié le 1er juillet 2002. Malgré des critiques mitigées,, l'album semble montrer des traces d'un « retour sur la bonne voie » et la participation de Liam, Archer et Bell à la composition laisse penser que les conflits internes se sont atténués. Autre fait inhabituel, la présence de Noel au chant pour trois chansons Force of Nature, Little by Little et She Is Love. Heathen mélange les styles sonores de ses précédents travaux, en gardant cependant un rock plus basique. Au total, l'album se vend à 3,5 millions d'exemplaires, ce qui les place en tête des classements musicaux en Irlande, au Royaume-Uni et en Suisse,,. En septembre, les singles Little by Little et She Is Love sortent le même jour sous la forme d'un double-face A, avec une reprise de My Generation des Who en face B. Little by Little est un succès, notamment en Italie où atteint la cinquième position des charts ; il y reste pendant une période de 16 semaines.
Dès décembre, malgré les changements notables du mode de vie de ses membres, le groupe connaît une rechute en pleine tournée. Au printemps, une bagarre éclate dans un pub allemand, et Liam est testé positif alors qu'il est sous l'emprise de drogues. En raison d'une agression physique sur un policier lors de l’événement, trois membres sont condamnés à une amende de 250 000 euros en guise de dédommagement,,. Enfin, la chanson Songbird sort en single en février 2003. Elle atteint la première position en Écosse et se vendant à 200 000 exemplaires au Royaume-Uni,. Le Heathen Chemistry Tour se termine le 12 mars 2003 à Berlin.

### Renouveau (2004-2007)

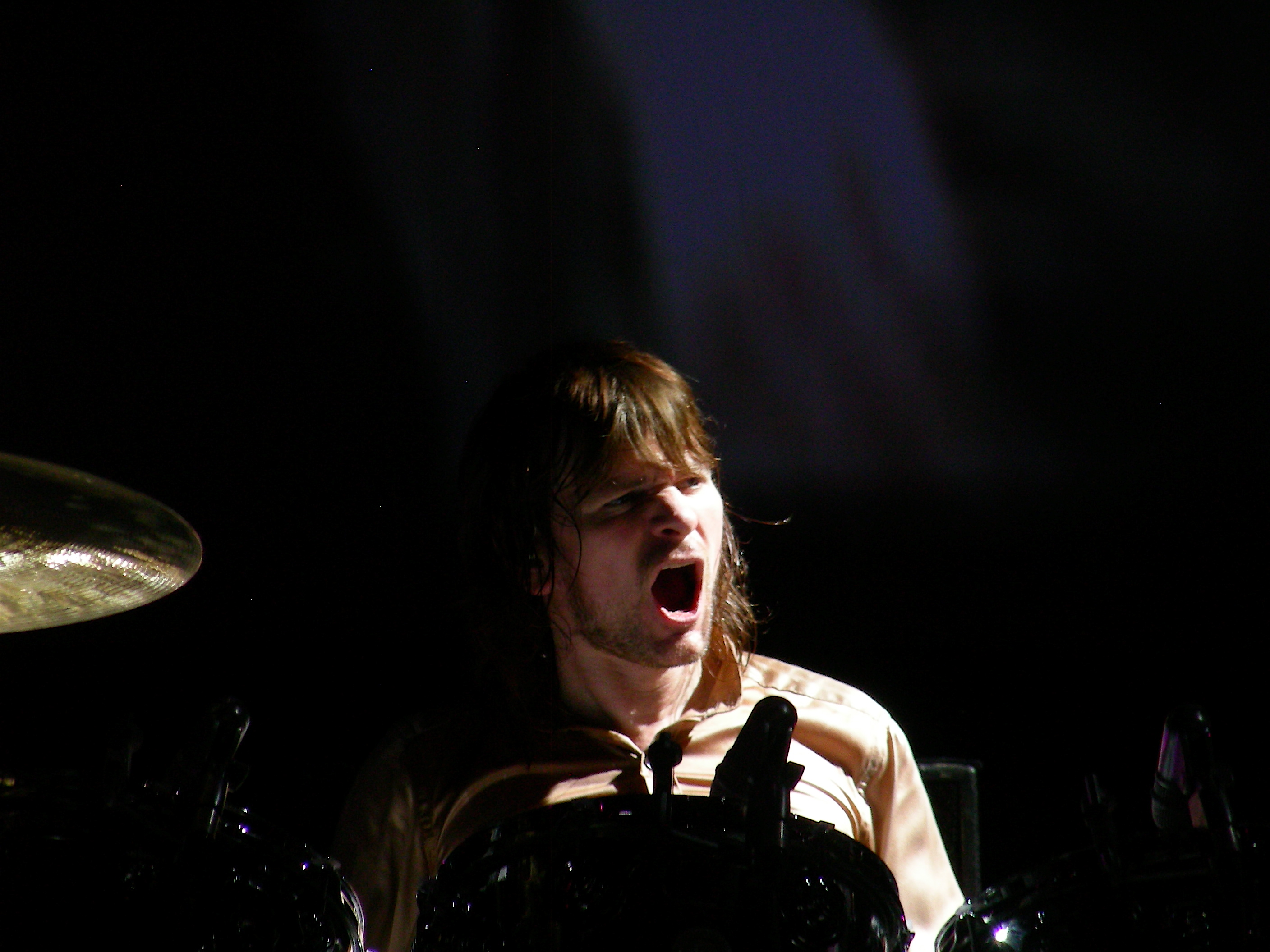
Zak Starkey devient le nouveau batteur du groupe en 2004.

À la fin de la dernière tournée, le groupe prévoit de commencer l'enregistrement de son sixième album studio. Cependant, sa sortie est retardée par la décision du batteur Alan White de quitter le groupe début janvier 2004. Le porte-parole du groupe affirme alors que White « a été invité à quitter Oasis par les autres membres », ajoutant que le groupe n'avait alors pas encore de remplaçant en tête et que, comme ils travaillaient en collaboration avec le groupe Death in Vegas, « les sessions d'enregistrement qui sont prévues ne seront pas affectées »,.
En mai 2004, Zak Starkey, batteur de The Who et fils de l'ancien Beatle Ringo Starr, est annoncé comme remplaçant de White. Alors que Starkey n'est pas encore considéré comme un membre officiel, il commence à gagner en notoriété en jouant dans de grands spectacles, comme le Festival de Glastonbury en 2004, devant une foule estimée à 150 000 personnes. À l'occasion de ce concert, deux chansons inédites sont dévoilées : A Bell Will Ring, écrite par Archer, et The Meaning of Soul, de Liam. Leur performance reçoit malgré cela des critiques négatives. Le magazine NME la qualifie de « décevante », et Tom Bishop de la BBC déclare que le concert était « sans éclat, provoquant un accueil mitigé de la part des fans », principalement en raison du chant peu inspiré de Liam et du manque d'affinité de Starkey avec les chansons du groupe. En septembre 2004, le groupe publie un DVD commémoratif pour le 10e anniversaire de l'album Definitely Maybe, qui a remporté le prix « meilleur DVD musical » de la part de NME,.
Une fois l'enregistrement du nouvel album terminé, le groupe n'est pas satisfait du résultat, comme l'indique Noel : « Malheureusement, après l'enregistrement, nous avons décidé que nous n'aimions rien ». Une nouvelle session d'enregistrement est alors planifiée, cette fois sans Death in Vegas, certains de ses membres étant occupés.
L'album, Don't Believe the Truth, sort finalement le 30 mai 2005 et suit la même ligne éditoriale que Heathen Chemistry ; un projet de collaboration plutôt qu'un album écrit uniquement par Noel. Il se hisse en tête des classements au Royaume-Uni, en Argentine, en Irlande, en Italie et au Japon,,,,. Aux États-Unis, il se classe douzième au Billboard 200, tandis qu'il est troisième au Canada,. En France, il atteint la cinquième position. Avec sept millions d'unités vendues, l'album est certifié Platine simple, double et triple au Japon, en Irlande et au Royaume-Uni, respectivement,,,. En 2006, il est nommé dans l'édition japonaise des MTV Video Music Awards ainsi qu'aux NME Awards et aux Q Awards dans les catégories « meilleur album de l'année » et « meilleur album » respectivement,,.
Il reçoit des critiques favorables, Stephen Thomas Erlewine déclarant « [...] de l'écriture cohérente des chansons aux arrangements libres et confortables et au retour de leur bravade caractéristique font de Don't Believe the Truth le plus proche qu'Oasis a été de la grandeur depuis l'été de la Britpop, quand ils étaient le plus grand et le meilleur groupe au monde. ». Noel va même jusqu'à assurer que c'est « le meilleur album depuis Morning Glory ».

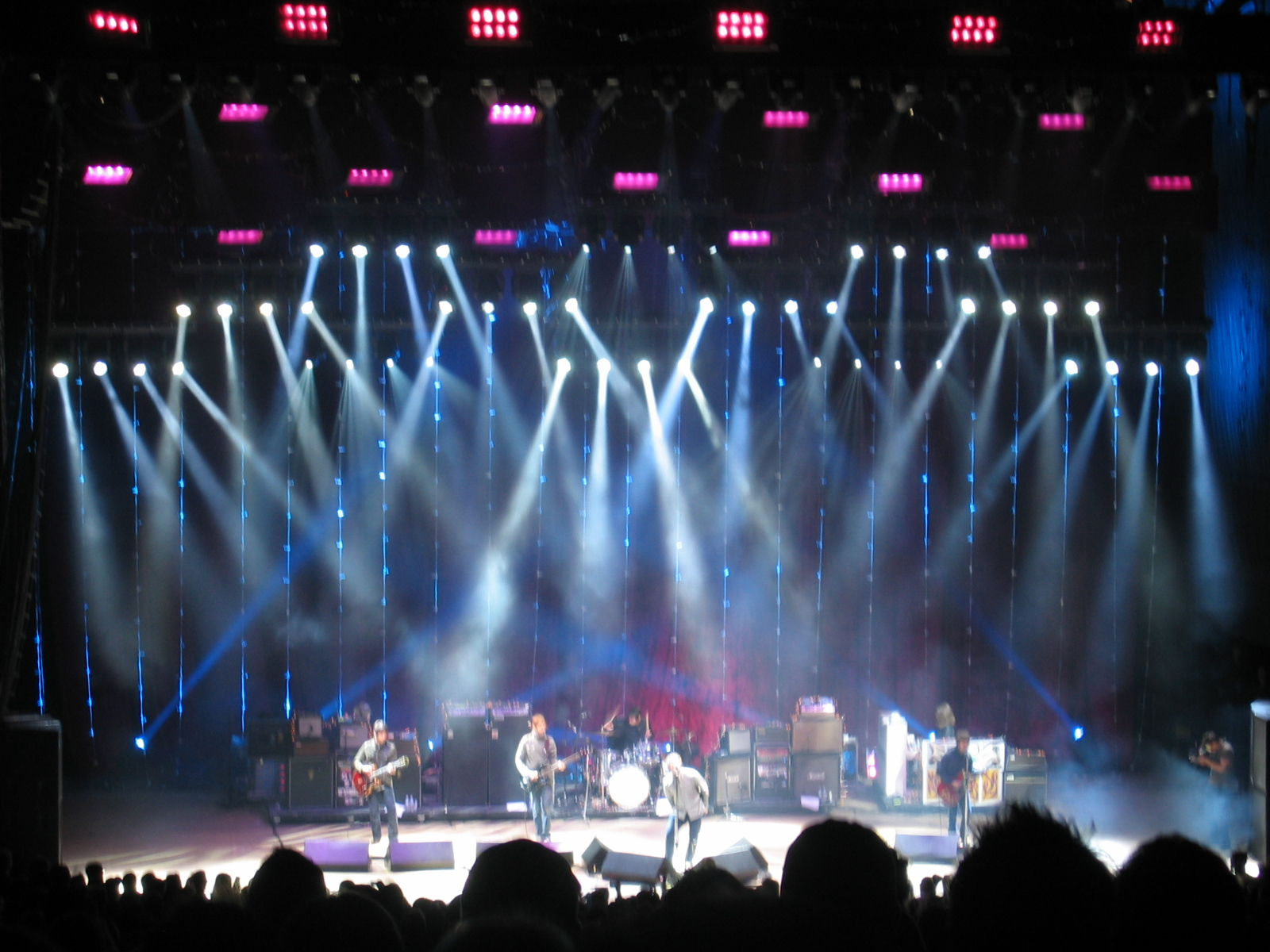
Oasis en concert à Mountain View, en Californie en 9 2005.

Trois singles sont issus de Don't Believe de Truth. Le premier, Lyla, atteint le sommet du classement des singles au Royaume-Uni, ainsi que le top 5 en Espagne, en Italie, au Danemark, en Finlande et au Canada. Son clip est nommé au Japon pour les MTV Awards de la « meilleure vidéo de groupe » et du « meilleur clip musical de l'année ».
Le second, The Importance of Being Idle, est sorti comme single en août 2005 au Royaume-Uni et en Italie,,. Il se vend à 200 000 exemplaires dans le pays d'origine du groupe, remporte le NME Award du « meilleur clip » et une nomination pour la « meilleure chanson britannique »,, ainsi que des nominations pour les Q Awards dans les catégories « meilleur clip » et « meilleure chanson »,. Enfin, Let There Be Love, troisième et dernière promotion de l'album, obtient des résultats modestes dans les charts, atteignant la deuxième place en Italie et au Royaume-Uni et la première place en Écosse,,.
La tournée de l'album a débuté en mai 2005 au London Astoria. Selon Alexis Petridis, de The Guardian, l'idée de commencer la tournée dans cette salle « est une démarche intelligente. Si des festivals comme Glastonbury semblent faire ressortir le pire de la musique d'Oasis - ses terribles tendances pompeuses - alors les petites salles font ressortir son meilleur : le mur de bruits de guitare qu'ils ont volé aux Sex Pistols semble plus viscéral et excitant de près, le côté ricanant du chant de Liam Gallagher plus aigre et menaçant », tandis qu'Andy Gill affirme que « le concert s'est défini par une série de grands chants communautaires [...] au cours desquels il devient évident que le grand don d'Oasis à la pop est d'amener les fans de football dans les salles de concert ». Le Truth Tour passe par l'Europe, l'Asie, l'Amérique du Nord et en Amérique du Sud et se termine fin mars 2006 à Mexico,,,,.
Oasis sort son premier best of en novembre 2006 sous le nom de Stop the Clocks. Il comprend deux disques de 9 chansons chacun, la plupart étant des singles à succès et des faces B. De manière générale, le best of rencontre de bonnes critiques, et obtient respectivement quatre et cinq certifications de platine en Irlande et au Royaume-Uni,. Afin de promouvoir Stop the Clocks, un nouveau clip musical est créé pour la chanson The Masterplan, originellement une face B de Wonderwall en 1995.
En octobre 2007, le groupe sort Lord Don't Slow Me Down, un documentaire réalisé pendant le Truth Tour ; il obtient une certification Platine en Angleterre. Une chanson du même nom est également dévoilée en téléchargement numérique et atteint la 10e place du classement des singles britanniques,,.

### Années 2007-2009
Le 21 octobre 2007 est sorti le premier single digital d'Oasis Lord Don't Slow Me Down disponible sur www.oasisinet.com. Ce single sera également mis en vente en version bundle avec deux titres ive : Don't Look Back in Anger et The Meaning of Soul. Fin 2007, les magazines NME et Q organisent deux grands sondages nationaux : le groupe se voit alors reconnu comme le deuxième plus grand groupe anglais de tous les temps derrière les Beatles, l'album Definitely Maybe étant quant à lui sacré plus grand disque anglais de tous les temps. En mai 2008, pour cause de problèmes familiaux, et étant pris avec les Who pour une nouvelle tournée, Zak Starkey ne peut suivre le groupe en tournée, c'est donc très vite qu'Oasis doit embaucher le batteur Chris Sharrock (débauché auprès de Robbie Williams malgré celui-ci, et qui fut le batteur du groupe The La's). Le septième et dernier album du groupe s'intitule Dig Out Your Soul, enregistré à Abbey Road, mixé à Los Angeles par Dave Sardy, déjà à l'œuvre sur le précédent album Don't Believe the Truth. Ce nouvel opus sort le 6 octobre 2008 avec comme premier single The Shock of the Lightning, sorti le 29 septembre 2008, sur leur label Big Brother.
Dès sa sortie, l'album apparaît comme leur meilleur et leur plus populaire depuis Be Here Now, en atteignant la cinquième place des ventes aux États-Unis la semaine de sa sortie pendant que le single The Shock of the Lightning se hissait à la douzième place du Modern Rock Charts Run (réalisant la meilleure performance du groupe dans ce pays depuis Don't Go Away). Dans son ensemble, la presse note un vrai retour en forme des lads de Manchester avec un album d'inspiration plus psychédélique qui contient quelques perles comme les Anglais n'en avaient plus produit depuis longtemps (Bag it Up, The Turning ou le psychédélique To Be Where There's Life de Gem). L'album comporte en prime une ballade très « lennonienne » signée Liam, qui semble de plus en plus s'approcher du niveau de songwriting de son frère, avec le titre I'm Outta Time, qui devient le second single de l'album, le 1er décembre 2008. Falling Down, le troisième single de Dig Out Your Soul, sort le 9 mars 2009.
La tournée, débutée en août 2008, marque l'engouement du public avec des concerts complets dans le monde entier. La tournée des stades britanniques prévue pour l'été 2009 démontra qu'Oasis était toujours aussi populaire au Royaume-Uni, quand quelque 500 000 places s'arrachèrent en quelques heures, notamment pour les triples concerts à Heaton Park (Manchester) et au Wembley Stadium (Londres).
Le groupe est également en tête d'affiche de prestigieux festivals tels que Rock Werchter en Belgique, le Festival international de Benicàssim en Espagne, et le V Festival au Royaume-Uni le 22 août 2009. La tournée est arrêtée le 23 août 2009 à Chelmsford, officiellement à cause d'une laryngite de Liam Gallagher, qui empêche le groupe de se produire à la deuxième date du V Festival.

### Séparation et projets parallèles (2009-2024)
À l'été 2009, la relation entre Liam et Noel Gallagher est depuis « quelques » années extrêmement détériorée. Les deux frères ne s'adressent plus la parole et ne voyagent pas ensemble : ils préfèrent s'échanger des insultes publiquement sur Twitter pour « sauver la tournée de l'implosion ». Un des points de tension pourrait être le refus de Noel d'accéder à la demande de Liam d’insérer une publicité pour sa nouvelle ligne de vêtements dans le programme de la tournée. Noel propose un hiatus du groupe de cinq ans après la tournée tant la situation lui devient insupportable.
Le vendredi 28 août 2009, peu de temps avant de monter sur la scène du festival Rock en Seine à Saint-Cloud, une violente altercation entre les frères Gallagher éclate en coulisses. La presse people rapporte que Liam, vraisemblablement ivre, joue de sa guitare acoustique, offerte par sa compagne, dans le vestiaire lorsque Noel lui adresse un commentaire désobligeant,. Le chanteur jette brutalement l'instrument en direction de son frère, qui lui atterit à ses pieds. Noel profite d'être à portée de la guitare pour la détruire,. En guise de représailles, Liam se dirige aussitôt vers les guitares de son frère, localisées sur le côté de la scène et préparées pour le concert, et les fait volontairement tomber. Plusieurs guitares sont dégradées, dont une Gibson ES-355 de 1960 que Liam « [brandit] comme une hache » pour menacer son frère,,. Certains journaux font état de coups échangés entre les deux musiciens. Noel quitte les lieux du festival immédiatement, une minute avant l'heure de passage d'Oasis,. À 22 h, un organisateur du festival annonce aux 30 000 personnes présentes devant la grande scène que le groupe ne jouera pas et ajoute qu'« Oasis n'existe plus ». Suggs est témoin de la dispute et son groupe Madness performe pour la seconde fois de la soirée, en lieu et place d'Oasis, pour satisfaire les festivaliers déçus,. Le soir même, Noel annonce quitter le groupe mancunien via une brève annonce sur le site officiel d'Oasis, avant d'y développer ses motivations le lendemain.
À la suite du départ de Noel, Liam s'échappe immédiatement en vacances au Lac de Côme, en Italie, pour « remettre les choses en perspectives ». Le chanteur met fin aux rumeurs de la poursuite d'Oasis le 7 octobre dans sa première interview après la séparation : « Eh bien, Oasis n'est plus. Je pense que nous le savons tous, c'est donc fait ». Il assure cependant qu'il « fera de la musique jusqu'au jour de sa mort ». Ainsi, « les gens pourront acheter ses disques, acheter les miens, et tout le monde sera content ».
Il éclaircit la situation du groupe en novembre, assurant qu'il revenait avec un « nouveau » groupe, formé de Gem Archer, Andy Bell (passant de la basse à la guitare), du batteur Chris Sharrock ainsi que du bassiste Jeff Wootton. Le groupe appelé Beady Eye est entré en studio en mai 2010, le premier album, appelé Different Gear, Still Speeding est sorti le 28 février 2011. De son côté, Noel a décidé de commencer une carrière en solo. Ses premiers concerts depuis son départ ont eu lieu au Royal Albert Hall pour l'association Teenage Cancer Trust, parrainée par Roger Daltrey, chanteur de The Who.
Le 14 juin 2010 sort Time Flies... 1994-2009, coffret comprenant la compilation des singles du groupe, l'intégralité des clips ainsi que le dernier concert enregistré du groupe. L'album atteint la première place des ventes au Royaume-Uni la semaine de sa sortie.

#### Incertitudes et conflits
Depuis 2009, date de la séparation du groupe, les rumeurs d'une reformation du groupe n'ont cessé d'apparaître sur Internet, où les internautes sont partagés quant à la possibilité d'une réconciliation des frères Gallagher. Depuis leur séparation, les deux frères entretiennent une relation tumultueuse, marquée par des échanges tendus dans les médias. Liam n'a jamais caché son envie de reformer Oasis, estimant que son frère et lui auraient dû jouer ensemble. Le chanteur fait plusieurs propositions pour reformer le groupe, toutes refusées par Noel qui ne peut pas pardonner son frère lorsque celui-ci attaque sa famille à travers des tweets,,. En 2019, Noel Gallagher indique qu'il n'a revu son frère que deux fois en l'espace de dix ans et que chaque rencontre « faillit finir en dispute ».
La même année, un conflit éclate au sein de la famille Gallagher. Alors que Liam se produit au Festival de Glastonbury, la femme de Noel, Sara MacDonald, poste une photo d'elle présente sur le site du Festival. Un fan d'Oasis lui pose la question de savoir si elle va voir Liam, son beau frère. Elle répond : "Je n’irai pas voir cette scène. Le gros c** qui fait son numéro en agitant un tambourin au-dessus de sa tête va vite avoir l’air dépassé, après Stormzy”". Liam réagit en envoyant à la fille de Noel, Anaïs : "Dis à ta belle mère de faire très attention.". Noel réagit à son tour avec un long message sur Twitter,.

### Reformation (2024)
En janvier 2023, Noel Gallagher et sa femme Sara MacDonald officialisent leur divorce. Au cours des mois suivants, les frères Gallagher reprennent un contact indirect par le biais des médias. En mars 2023, Liam laisse sous entendre via une série de tweets que la reformation d'Oasis est imminente,. Au micro de France Inter, Noel, estimant que la balle est dans le camp du chanteur, invite son frère à faire le premier pas et à l'appeler.
Le 24 juillet 2024, dans le plus grand secret, les deux frères participent à une séance photo ensemble pour la première fois en 15 ans. Les tabloïds anglais rapportent que les frères Gallagher dévoilent une « alchimie électrique » et qu'ils plaisantent et rient ensemble,,.
Les rumeurs d'une reformation imminente du groupe s'intensifient à partir du 25 août 2024. À cette date, lors de la performance de Liam Gallagher au Reading and Leeds Festivals en Angleterre, le chanteur dédit le titre d'Oasis Half the World Away (1998) au « meilleur compositeur de tous les temps », son frère Noel. À la fin du concert, la date du 27 août 2024 est affichée sur les écrans géants et presque immédiatement partagée sur les réseaux sociaux des frères Gallagher et d'Oasis, anticipant une annonce.
Le 27 août 2024, Oasis confirme son retour sur scène. Une série de concerts est prévue pour l'été 2025 : dix-sept dates sont programmées entre le Royaume-Uni et l'Irlande,,,,. Le magazine Slate s'interroge sur l'aspect financier de cette reformation. En effet, l'université de Birmingham a effectué une estimation du chiffre d'affaires sur les 14 dates de la tournée — dont quatre concerts au stade de Wembley, qui comporte près de 100 000 places — à 450 millions d'euros, ce qui devraient rapporter pour les deux frères 59 millions d'euros chacun. Les Gallaghers pourraient ainsi gagner plus avec cette reformation que tous leurs gains des années 1990, et doubler leur revenus acquis, voire plus s'ils continuaient ce tour dans le reste de l’Europe.

## Influences et style musical

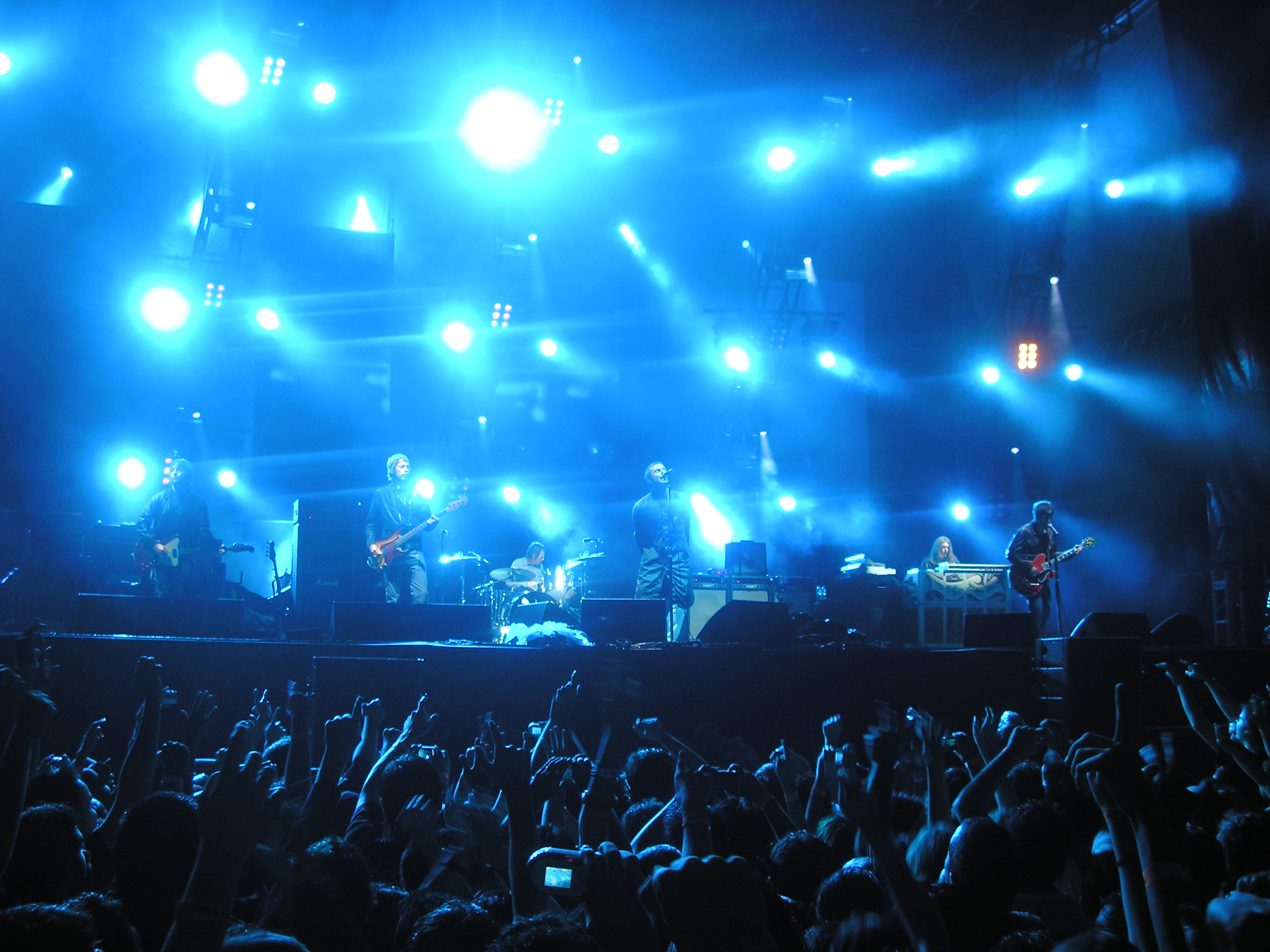
Dernier concert du groupe à Sao Polo dans l'aréna d'Anhembi

Oasis a majoritairement été influencé par John Lennon et les Beatles (le groupe est d'ailleurs connu pour sa reprise psychédélique de I Am the Walrus). Mais le groupe cite également de nombreux autres groupes et artistes tels que The Rolling Stones, The Who, The Kinks, Bob Dylan, les Sex Pistols, The Jam, The Smiths, David Bowie, Led Zeppelin, Neil Young, The Real People (groupe qui aide Oasis à ses débuts à écrire paroles et musiques), Burt Bacharach. Les groupes de Manchester comme Joy Division ou The Stone Roses (dont le premier album a été une grande source d'inspiration au moment de la composition et de l'enregistrement de Definitely Maybe) ont aussi grandement influencé Oasis. Une source d'inspiration qui n'est pas seulement musicale, cela s'est ressenti dans l'attitude sur scène et la démarche si particulière de Liam, directement inspirée de Ian Brown.
Le style musical du groupe est caractérisé par des accords lourds et puissants (la distorsion est omniprésente dans un grand nombre des titres du groupe), souvent qualifiés de « pachydermiques » par les critiques, tout en restant très énergiques et mélodieux, des rythmes simples et soutenus, et par une copieuse utilisation d'autres effets comme le Wah-wah. Le groupe est d'ailleurs souvent apparenté au rock ou à la pop psychédélique à cause de ce son particulier.
De nombreux groupes et artistes ont cité Oasis comme influence ou inspiration, parmi lesquels Kasabian, les Arctic Monkeys, Jet, Twisted Wheel, Coldplay, The Coral, Sum 41, Good Charlotte, The Libertines, The Killers ou encore Dua Lipa.

## Batailles juridiques

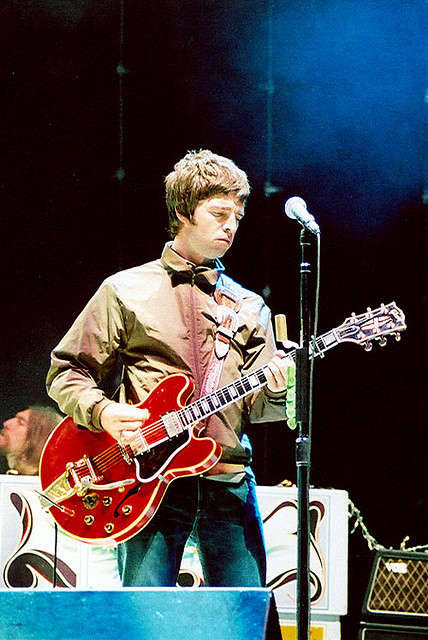
Noel Gallagher.

Des poursuites judiciaires ont été engagées à trois reprises contre Noel Gallagher et Oasis pour plagiat. Le premier cas est celui de Neil Innes, ancien membre du groupe Bonzo Dog Doo-Dah et The Rutles, qui intente un procès pour prouver que la chanson d'Oasis Whatever emprunte à sa chanson How Sweet to Be an Idiot. Innes a finalement obtenu des royalties et un crédit de coauteur. Noel Gallagher affirme en 2010 que le plagiat était involontaire et qu'il n'était pas au courant des similitudes jusqu'à ce qu'il soit informé de l'affaire judiciaire. Pour le second incident, Oasis est poursuivi par Coca-Cola et doit payer 500 000 dollars à The New Seekers après qu'ils ont été reconnus coupables d'avoir réutilisé des mots et la mélodie du titre I'd Like to Teach the World to Sing pour leur musique Shakermaker. Questionné à ce sujet, Noel Gallagher plaisante en disant « Maintenant, nous buvons tous du Pepsi ». La troisième plainte intervient lors de la diffusion d'exemplaires promotionnels de l'album (What's the Story) Morning Glory?. Lorsque ceux-ci sont originellement distribués, ils contiennent une chanson bonus inédite intitulée Step Out. Le CD promotionnel est rapidement retiré et remplacé par une version qui omet le titre controversé, qui présente des similarités avec la chanson de Stevie Wonder Uptight (Everything's Alright). Step Out réapparaît ensuite sur la face B de Don't Look Back in Anger, mais en citant Wonder, Sylvia Moy et Henry Cosby comme coauteurs.
En 2003, le titre Life Got Cold du groupe britannique Girls Aloud attire l'attention à cause des similitudes entre le riff de guitare et celui de Wonderwall. Une critique de la BBC déclare que « une partie du refrain semble vouloir se transformer en Wonderwall d'Oasis. ». Une source déclare alors à The Sun que les Girls Aloud ont « toujours été de grandes fans d'Oasis » et qu'elles « ne rechigneront pas à une comparaison avec un classique. ». Warner Music Group a depuis crédité Noel Gallagher comme coauteur.

## Membres

### Membres actuels
- Noel Gallagher : guitare, chant, chœurs (1991-2009, depuis 2024)
- Liam Gallagher : chant, tambourin (1991-2009, depuis 2024)
- Paul « Bonehead » Arthurs : guitare rythmique (1991-1999, depuis 2024)
- Andy Bell : basse (1999-2009, depuis 2024)
- Gem Archer : guitare (1999-2009, depuis 2024)

### Anciens membres
- Tony McCarroll : batterie (1991-1995)
- Paul « Guigsy » McGuigan : basse (1991-1999)
- Alan White : batterie (1995-2004)

### Musiciens de tournée
- Scott McLeod : basse (1995)
- Mark Feltham (en) : harmonica (1996)
- Janette Mason (en) : claviers (1996)
- Mike Rowe : claviers (1997-2000, 2001)
- Matt Deighton : guitare rythmique (2000)
- Zeb Jameson : claviers (2000-2001)
- Steve White) (en) : batteur (2001)
- Jay Darlington (en) : claviers (2002-2009)
- Zak Starkey : batterie (2004-2008)
- Chris Sharrock : batterie (2008-2009)
- Joey Waronker (en) : batterie (depuis 2024)
- Christian Madden : claviers (depuis 2025)
- Jessica Greenfield (en) : chœurs (depuis 2025)
- Steve Hamilton : saxophone (depuis 2025)
- Joe Auckland : trompette (depuis 2025)
- Alastair White : trombone (depuis 2025)

## Distinctions et records
En 2022, Oasis compte 70 millions d'albums vendus. Definitely Maybe devient le premier album le plus vendu de l'histoire musicale britannique et entre directement à la première place avec 150 000 exemplaires écoulés en trois jours. Tous leurs albums studio sont classés premiers au Royaume-Uni. Grâce à leur 7e numéro 1 au Royaume-Uni, Lyla, Oasis est nommé « meilleur groupe de la décennie 1995-2005 ». Avec Lyla et The Importance of Being Idle, Oasis réussit pour la première fois à placer deux singles d'affilée à la première place au Royaume-Uni. Wonderwall est élue meilleure chanson britannique de tous les temps par les auditeurs d'Europe 2 en 2005.
Leurs 766 semaines de présence dans les hit-parades britanniques leur valent une mention dans le Livre Guinness des records dans la rubrique Book of British Hits Singles and Albums comme groupe ayant la plus longue durée de présence dans le top 10 des singles britanniques.
Definitely Maybe est élu meilleur album britannique de tous les temps en juin 2006 par le magazine musical anglais NME, devant entre autres Sgt. Pepper des Beatles. (What's the Story) Morning Glory? se classe 5e à ce classement. Un classement réalisé par MTV auprès de spécialistes et du grand public place (What's the Story) Morning Glory? à la 6e place et Definitely Maybe à la 7e place des meilleurs albums de tous les temps. Les auditeurs de la radio britannique XFM ont élu en 2008 Live Forever comme la meilleure chanson de rock anglais de tous les temps dans un top 10, Wonderwall obtenant la 3e position et Don't Look Back in Anger la 4e.

## Discographie

### Singles
- Supersonic (1994)
- Shakermaker (1994)
- Live Forever (1994)
- Cigarettes & Alcohol (1994)
- Whatever (1994)
- Some Might Say (1995)
- Roll With It (1995)
- Morning Glory (1995)
- Wonderwall (1995)
- Don't Look Back In Anger (1996)
- Champagne Supernova (1996)
- D'you Know What I Mean? (1997)
- Stand By Me (1997)
- All Around The World (1998)
- Don't Go Away (1998)
- Go Let It Out (2000)
- Who Feels Love? (2000)
- Sunday Morning Call (2000)
- The Hindu Times (2002)
- Stop Crying Your Heart Out (2002)
- Little By Little / She Is Love (2002)
- Songbird (2003)
- Lyla (2005)
- The Importance Of Being Idle (2005)
- Let There Be Love (2005)
- Lord Don't Slow Me Down (2007)
- The Shock Of The Lightning (2008)
- I'm Outta Time (2008)
- Falling Down (2009)
- Don't Stop... (Demo) (2020)
- Slide Away (Live From Cardiff, 4 July '25) (2025)
- Cigarettes & Alcohol (Live From Manchester, 11 July '25) (2025)

## Vidéographie

### DVD / Blu-ray
- Live By The Sea (1995)
- ...There And Then (1996)
- Familiar To Millions (2000)
- Definitely Maybe (2004)
- Lord Don't Slow Me Down (2007)
- Time Flies... 1994-2009 (2010)
- Oasis : Supersonic (2016)
- Knebworth 1996 (2021)

### Clips Vidéos
- Supersonic (Version 1) (1994)
- Supersonic (Version 2) (1994)
- Shakermaker (1994)
- Live Forever (Version 1) (1994)
- Live Forever (Version 2) (1994)
- Cigarettes & Alcohol (1994)
- Rock 'N' Roll Star (1994)
- Whatever (1994)
- Some Might Say (1995)
- Roll With It (1995)
- Morning Glory (1995)
- Wonderwall (1995)
- Don't Look Back In Anger (1996)
- Champagne Supernova (1996)
- D'you Know What I Mean? (1997)
- Stand By Me (1997)
- Don't Go Away (1997)
- All Around The World (1998)
- Acquiesce (Live) (1998)
- Go Let It Out (2000)
- Who Feels Love? (2000)
- Sunday Morning Call (2000)
- Where Did It All Go Wrong? (2000)
- Gas Panic! (Live) (2000)
- The Hindu Times (2002)
- Stop Crying Your Heart Out (2002)
- Little By Little (2002)
- Little By Little (Live) (2002)
- Songbird (2003)
- Lyla (2005)
- The Importance Of Being Idle (2005)
- Let There Be Love (2005)
- Acquiesce (2006)
- The Masterplan (2006)
- Lord Don't Slow Me Down (2007)
- The Shock Of The Lightning (2008)
- I'm Outta Time (2008)
- Falling Down (2009)

## Tournées

### Definitely Maybe Tour (1994-1995)
Setlist
1. Rock 'N' Roll Star
2. Columbia
3. Fade Away
4. Digsy's Dinner
5. Shakermaker
6. Live Forever
7. Bring It On Down
8. Up In The Sky
9. Slide Away
10. Cigarettes & Alcohol
11. Married With Children
12. Supersonic
13. I Am The Walrus

### (What's The Story) Morning Glory? Tour (1995-1996)
Setlist
1. The Swamp Song
2. Acquiesce
3. Supersonic
4. Hello
5. Some Might Say
6. Roll With It
7. Morning Glory
8. Cigarettes & Alcohol
9. Champagne Supernova
10. Slide Away
11. Cast No Shadow
12. Whatever
13. Wonderwall
14. Don't Look Back In Anger
15. Live Forever
16. I Am The Walrus

### Be Here Now Tour (1997-1998)
Setlist
1. Be Here Now
2. Stay Young
3. Stand By Me
4. Supersonic
5. Some Might Say
6. Roll With It
7. D'you Know What I Mean?
8. Don't Look Back In Anger
9. Don't Go Away
10. Wonderwall
11. Live Forever
12. It's Gettin' Better (Man!!)
13. All Around The World
14. Fade In-Out
15. Champagne Supernova
16. Cigarettes & Alcohol
17. Acquiesce

### Standing On The Shoulder Of Giants Tour (1999-2001)
Setlist
1. Go Let It Out
2. Who Feels Love?
3. Supersonic
4. Shakermaker
5. Acquiesce
6. Step Out
7. Gas Panic!
8. Roll With It
9. Stand By Me
10. Wonderwall
11. Cigarettes & Alcohol
12. Don't Look Back In Anger
13. Live Forever

### Tour Of Brotherly Love (2001)
Setlist
1. Go Let It Out
2. Columbia
3. Morning Glory
4. Fade Away
5. Some Might Say / Acquiesce
6. Gas Panic!
7. Cigarettes & Alcohol
8. Step Out
9. Slide Away
10. Champagne Supernova
11. Don't Look Back In Anger
12. I Am The Walrus

### 10 Years Of Noise And Confusion Tour (2001)
Setlist
1. Go Let It Out
2. Columbia
3. Morning Glory
4. Acquiesce
5. Supersonic
6. Fade Away
7. The Hindu Times
8. Half The World Away
9. Whatever
10. The Masterplan
11. Gas Panic!
12. Cigarettes & Alcohol
13. Live Forever
14. Hung In A Bad Place
15. Slide Away
16. She's Electric
17. Champagne Supernova
18. Rock 'N' Roll Star
19. Don't Look Back In Anger
20. I Am The Walrus
21. Roll With It

### Heathen Chemistry Tour (2002-2003)
Setlist
1. Fuckin' In The Bushes (Tape)
2. Hello
3. The Hindu Times
4. Hung In A Bad Place
5. Go Let It Out
6. Columbia
7. Morning Glory
8. Stop Crying Your Heart Out
9. Little By Little
10. D'you Know What I Mean?
11. Cigarettes & Alcohol
12. Live Forever
13. Better Man
14. She's Electric
15. Born On A Different Cloud
16. Acquiesce
17. Force Of Nature
18. Don't Look Back In Anger
19. Some Might Say
20. My Generation

### Don't Believe The Truth Tour (2005-2006)
Setlist
1. Fuckin' In The Bushes (Tape)
2. Turn Up The Sun
3. Lyla
4. Bring It On Down
5. Morning Glory
6. Cigarettes & Alcohol
7. The Importance Of Being Idle
8. Little By Little
9. A Bell Will Ring
10. Acquiesce
11. Songbird
12. Live Forever
13. Mucky Fingers
14. Wonderwall
15. Champagne Supernova
16. Rock 'N' Roll Star
17. Guess God Thinks I'm Abel
18. The Meaning Of Soul
19. Don't Look Back In Anger
20. My Generation

### Dig Out Your Soul Tour (2008-2009)
Setlist
1. Fuckin' In The Bushes (Tape)
2. Rock 'N' Roll Star
3. Lyla
4. The Shock Of The Lightning
5. Cigarettes & Alcohol
6. Roll With It
7. To Be Where There's Life
8. Waiting For The Rapture
9. The Masterplan
10. Songbird
11. Slide Away
12. Morning Glory
13. My Big Mouth
14. The Importance Of Being Idle
15. Half The World Away
16. I'm Outta Time
17. Wonderwall
18. Supersonic
19. Live Forever
20. Don't Look Back In Anger
21. Falling Down
22. Champagne Supernova
23. I Am The Walrus

### Oasis Live '25 Tour (2025)
Setlist
1. Fuckin' In The Bushes (Tape)
2. Hello
3. Acquiesce
4. Morning Glory
5. Some Might Say
6. Bring It On Down
7. Cigarettes & Alcohol
8. Fade Away
9. Supersonic
10. Roll With It
11. Talk Tonight
12. Half The World Away
13. Little By Little
14. D'you Know What I Mean?
15. Stand By Me
16. Cast No Shadow
17. Slide Away
18. Whatever
19. Live Forever
20. Rock 'N' Roll Star
21. The Masterplan
22. Don't Look Back In Anger
23. Wonderwall
24. Champagne Supernova